# آناهیت هاکوبیان
آناهیت هاکوبیان (انگلیسی: Anahit Hakobyan؛ زادهٔ ۱۷ ژوئیهٔ ۱۹۹۷) خوانندگی اهل ارمنستان است. او در سال ۲۰۲۴ به عنوان نماینده ارمنستان در مسابقات بین‌المللی "موج نو ۲۰۲۴" شرکت کرد و نفر اول مسابقات شد.

## زندگی‌نامه
آناهیت هاکوبیان در سال ۲۰۰۵ وارد مدرسه موسیقی الکساندر آچمیان واقع در ایروان شد، وی به عنوان تک‌نواز وارد بخش آواز محلی شد و اجرا کرد. او تحصیلات عالی خود را در گروه مطالعات قفقاز دانشکده تاریخ دانشگاه دولتی ایروان دریافت کرد.

## شغلی
در سال ۲۰۱۰، آناهیت هاکوبیان در پروژه "ستارگان ۲" (به ارمنی: Աստղիկներ) از شبکه شانت شرکت کرد و به مرحله نهایی راه یافت. در همان سال، او به عنوان برنده جایزه در جشنواره جمهوری‌خواه آهنگ روسی، "آهنگ پل دوستی است" تقدیر شد.
۲۰۱۱ سال قابل توجهی برای هاکوبیان بود. او برنده مسابقه-جشنواره جمهوری خواهان «صدای طلایی» شد. در همان سال در سومین مسابقه بین‌المللی فستیوال «رنسانس» که به مناسبت بیستمین سالگرد جمهوری ارمنستان برگزار شد، عنوان نفر اول مسابقات را دریافت کرد. او همچنین مدال طلا گرفت و در مرحله نهایی مسابقه آواز «یوروویژن نوجوانان» ارمنستان شرکت کرد.
هاکوبیان در سال ۲۰۱۲ در چندین برنامه کنسرت که توسط وزارت دفاع آرای برگزار شده بود اجرا کرد و جوایز متعددی را برای اجراهای خود دریافت کرد.
او به شرکت در برنامه‌های موسیقی رقابتی ادامه داد و در سال ۲۰۱۴ به فینال «ایکس فاکتور» ارمنستان رسید و در بین سه شرکت کننده برتر زن قرار گرفت.
هاکوبیان در سال ۲۰۱۷ در میان ده خواننده برتر برنامه تلویزیونی «صدای ارمنستان» قرار گرفت.
شهرت بین‌المللی هاکوبیان با برنده شدن در مسابقه بین‌المللی "Berliner Perle" در آلمان در سال ۲۰۱۸ افزایش یافت.
هاکوبیان در سال ۲۰۲۴ اولین آهنگ و نماهنگ خود را با عنوان «دنیای دیگری» منتشر کرد.
در همان سال، او به نمایندگی از ارمنستان در مسابقه بین‌المللی آهنگ "موج نو ۲۰۲۴" در سوچی، جایی که اعضای هیئت داوران از او به بهترین شکل ممکن قدرانی کردند و او مقام اول مسابقات را کسب کرد.
آناهیت هاکوبیان در طول زندگی حرفه‌ای خود در پروژه‌های مختلف موسیقایی با اجرای آهنگ‌های محلی، سنتی و آثار هنرمندان مشهور شرکت داشته است.

## موج جدید ۲۰۲۴
یک مسابقه بین‌المللی برای نوازندگان جوان موسیقی عامه پسند است که در سال ۲۰۰۲ توسط آهنگساز روسی ایگور کروتوی و پیانیست و آهنگساز لتونیایی ریموندز پاولز تأسیس شد و بعداً توسط روس‌ها تقویت شد. فوق ستاره‌هایی همچون، آلاپوگاچوا، پوگاچوا، والری لئونتیف، پاتریسیا کاس، توتو کوتوینو، لو بگا، کریگ دیوید و سوتلانا لوبودا، سرگروه‌های این مسابقه بودند. این مسابقه معمولاً شش روز طول می‌کشد: ۳ روز مسابقه، ۲ روز رویداد ویژه و در پایان، روز اعلام نتایج مسابقه و سپس یک کنسرت پایانی.
برای ۱۴ سال اول، موج نو در شهر ساحلی لتونی یورمالا برگزار می‌شد، اما در سال ۲۰۱۵، به سوچی، فدراسیون روسیه (سایر مکان‌های بالقوه شامل باکو، کالینینگراد، کازان و کریمه) نقل مکان کرد. به گفته برگزارکننده، ایگور کروتوی، دلیل اصلی جابجایی این بود که تعدادی از خوانندگان روسی اجازه ورود به لتونی برای مسابقه ۲۰۱۴ نداشتند زیرا آن‌ها از الحاق روسیه حمایت کرده بودند.
آناهیت با این سه آهنگ در مسابقه «موج نو ۲۰۲۴» شرکت کرد و در مجموع ۲۲۲ امتیاز کسب کرد و برنده مطلق مسابقات شد.
| آهنگ                                | فیلیپ کرکوروف | آنا آستی | ایگور ماتوینکو | آنی لورک | سرگئی لازارف | اولگ گازمانوف | لاریسا دولینا | ایگور کروتوی | نیکولای باسکوف | مجموع |
| ----------------------------------- | ------------- | -------- | -------------- | -------- | ------------ | ------------- | ------------- | ------------ | -------------- | ----- |
| "جان جان"                           | ۸             | ۸        | ۹              | ۱۰       | ۸            | ۹             | ۹             | ۸            | -              | ۶۹    |
| "آسمان ارمنی" (ارمنی: Հայի երկինքը) | ۱۰            | ۱۰       | ۱۰             | ۱۰       | -            | ۱۰            | ۱۰            | ۱۰           | ۱۰             | ۸۰    |
| "راه من"                            | ۸             | ۱۰       | ۸              | ۹        | ۱۰           | ۸             | ۱۰            | ۱۰           | -              | ۷۳    |